# Daedalochila uvulifera
Daedalochila uvulifera är en snäckart som först beskrevs av Robert James Shuttleworth 1852.  Daedalochila uvulifera ingår i släktet Daedalochila och familjen Polygyridae. Inga underarter finns listade i Catalogue of Life.